# Brillenweber

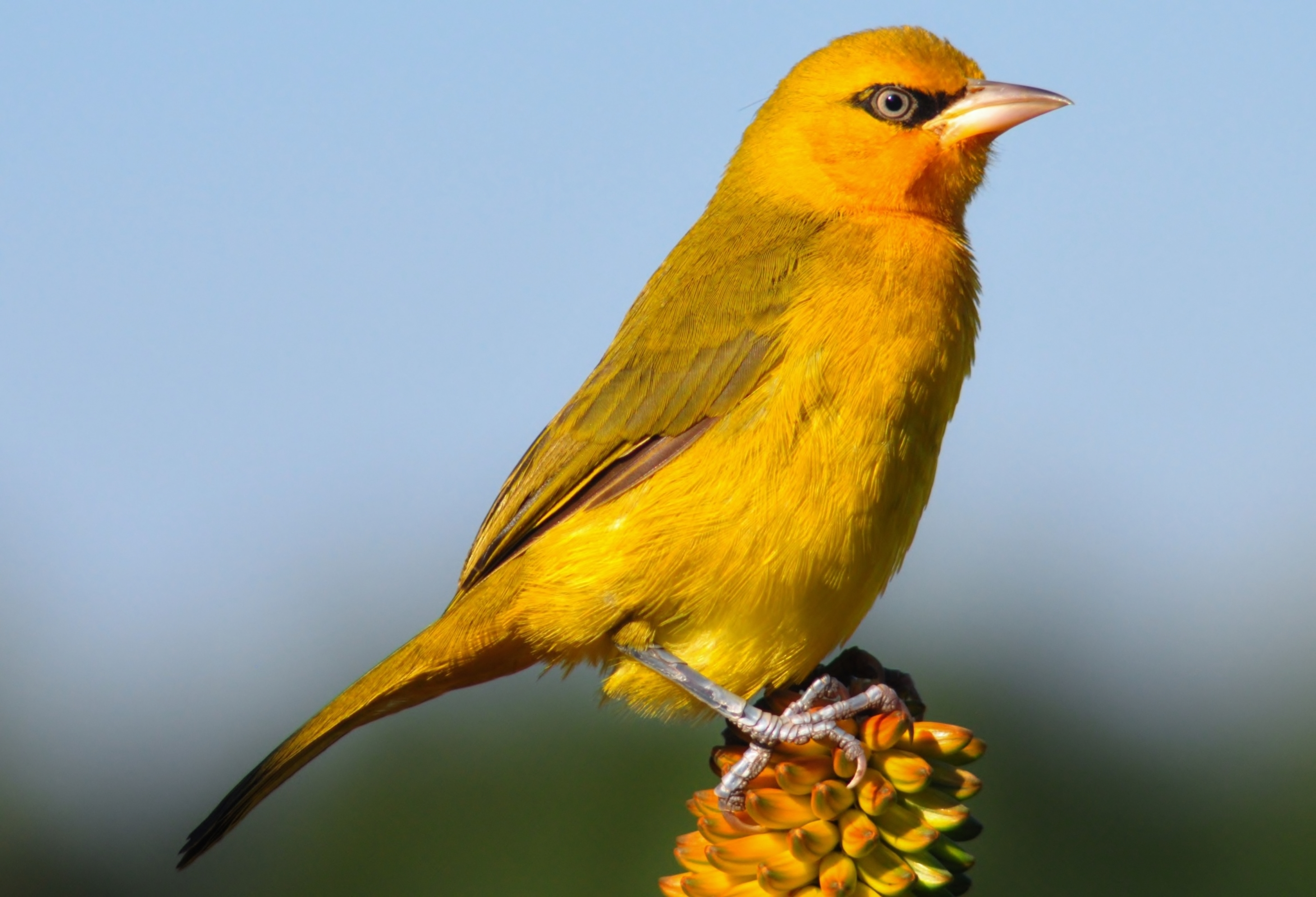
Weibchen in Südafrika

Der Brillenweber (Ploceus ocularis) zählt innerhalb der Familie der Webervögel (Ploceidae) zur Gattung der Ammerweber (Ploceus).
Der lateinische Artzusatz kommt von lateinisch oculus ‚Auge‘.
Der Vogel kommt in Ost- und Südostafrika vor, in Äthiopien, Angola, Botswana, Kamerun, Kenia, Malawi, Mosambik, Namibia, Nigeria, Ruanda, Sambia, Simbabwe, Südafrika, Südsudan, Eswatini, Tansania und Uganda.
Das Verbreitungsgebiet umfasst Waldgebiete, Waldränder und Gärten, allgemein baumbestandene Lebensräume bis 2200 m Höhe.

## Merkmale
Die Art ist 15 bis 17 cm groß und wiegt zwischen 22 und 32 g. Das Männchen hat gelblichbraun auf Stirn und Scheitel, einen gelben Nacken, der in den goldgelben Rücken übergeht.
Das Männchen ist überwiegend gelb mit grün auf Rücken und Flügeldecken, einem schmalen schwarzen Augenstreif und einem breiten schwarzen Streifen an der Kehle von der Schnabelbasis beginnend. Der relativ schlanke Schnabel ist grau bis anthrazit. Die Iris ist sehr blassgelb. Das Weibchen unterscheidet sich nur durch den fehlenden Kehlstreifen. Es gibt kein extra Schlichtkleid. Jungvögel sind blasser gefiedert.

## Geografische Variation
Es werden folgende Unterarten anerkannt:
- P. o. crocatus (Hartlaub, 1881) – Südosten Nigerias und Osten Kameruns, Südsudan, Südwesten Äthiopiens, Uganda, Westen Kenias und Tansania, Süden Angolas, Nordosten Namibias, Botswana, Sambia und Nordwesten Simbabwes. Mit enthalten ist die vormalige Ssp. P. o. tenuirostris Traylor, 1964[6]
- P. o. suahelicus Neumann, 1905 – Kenia östlich des Rift Valley (Kenia), Osten Tanzanias, Malawi, Osten Sambias, Simbabwes und Mosambik
- P. o. ocularis A. Smith, 1828, Nominatform – Mosambik südlich des Limpopo, Osten Südafrikas und Eswatini. Mit enthalten ist die vormalige Ssp. P. o. brevior Lawson, 1962[6]

## Stimme
Der Gesang des Männchens wird als kurze, schnelle Tonrufe zwischen den Paaren „si si si“ und auf ausklingendes „cht“ endend beschrieben.

## Lebensweise
Die Nahrung besteht hauptsächlich aus Insekten einschließlich Heuschrecken, Raupen und Käfern.
Die Brutzeit liegt im Dezember in Kamerun, im Oktober in Äthiopien, zwischen April und Mai sowie August und September in nördlichen, zwischen September und Februar in südlichen Teilen des Ausbreitungsgebietes.
Brillenweber brüten allein als Paar.

## Gefährdungssituation
Der Bestand gilt als nicht gefährdet (Least Concern).